# Snösystern
Snösystern (norska: Snøsøsteren) är en norsk familje- och dramafilm med jultema som hade premiär på strömningstjänsten Netflix den 29 november 2024. Filmen är baserad på Maja Lundes och Lisa Aisatos barnbok Snösystern: en julberättelse från 2019. För filmens regi står Cecilie Mosli efter ett manus skrivet av Lunde, Aisatos och Siv Rajendram.

## Handling
Filmen utspelar sig i juletid och handlar om Julian som fyller 11 år på julafton. Efter förlusten av sin äldre syster känner han att julens magi har försvunnit. Mötet med den glada lilla flickan Hedvig förändrar allt detta och ger honom nytt hopp. Fast det är något som inte stämmer. Varför är Hedvig alltid ensam hemma och vem är den mystiske mannen som smyger runt i hennes trädgård.

## Rollista i urval
| Jan Sælid            | – Henrik  |
| Celina Meyer Hovland | – Hedwig  |
| Mudit Gupta          | – Julian  |
| Gunnar Eiriksson     | – far     |
| Sampda Sharma        | – mor     |
| Bal Advika           | – Augusta |
| Ole Steinkjer Øyen   |           |